# Citronelle
Citronelle ist eine Stadt im Mobile County im Bundesstaat Alabama in den Vereinigten Staaten. 2020 lebten hier etwa 3946 Menschen.

## Geographie
Citronelle liegt im Südwesten Alabamas im Süden der Vereinigten Staaten. Es befindet sich etwa 10 Kilometer östlich der Grenze zu Mississippi und 18 Kilometer westlich des Mobile River, der wenige Kilometer südlich in den Mobile Bay und Golf von Mexiko mündet.
Nahegelegene Orte sind unter anderem Gulfcrest (5 km südlich), Deer Park (8 km nördlich), Turnerville (11 km südlich), Mount Vernon (15 km östlich), Calvert (15 km östlich). Die nächste größere Stadt ist mit 195.000 Einwohnern das etwa 29 Kilometer südöstlich entfernt gelegene Mobile.

## Geschichte
Das Gebiet des heutigen Citronelle wurde erstmals im 18. Jahrhundert von den Franzosen erkundet; zuvor lebten und jagten hier Choctaw- und Muskogee-Indianer. Das Gebiet wurde 1811 besiedelt. Der Name stammt aus dem Französischen und bezeichnet die Citronella aus der Familie der Cardiopteridaceae, der in dieser Umgebung häufig wuchs. 1852 wurde ein Postamt gegründet. Aufgrund des Klimas und der Lage wurde die Stadt im späten 19. Jahrhundert zu einem beliebten Urlaubsort, weshalb hier zahlreiche Hotels erbaut wurden.
1955 wurden Ölvorkommen in und um Citronelle entdeckt und machten die Stadt bis heute zum „Öl-Hauptstadt Alabamas“.
Fünf Bauwerke und Stätten in Citronelle sind im National Register of Historic Places eingetragen (Stand 13. Dezember 2019), darunter der Central Core Historic District und das N. Q. and Virginia M. Thompson House.

## Verkehr
Vom Norden in den Süden der Stadt verläuft der U.S. Highway 45, der im Süden Anschlüsse unter anderem an den U.S. Highway 90, Interstate 10 und Interstate 65 herstellt.
Etwa 37 Kilometer südlich befindet sich der Mobile Regional Airport.

## Demographie
Die Volkszählung 2000 ergab eine Bevölkerungszahl von 3659, verteilt auf 1318 Haushalte und 1009 Familien. Die Bevölkerungsdichte lag bei 58 Menschen pro Quadratkilometer. 77 % der Bevölkerung waren Weiße, 18,7 % Schwarze, 2,8 % Indianer und 0,1 % Asiaten. 0,3 % entstammten einer anderen Ethnizität, 1,3 % hatten zwei oder mehr Ethnizitäten, 0,8 % waren Hispanics oder Lateinamerikaner jedweder Ethnizität. Auf 100 Frauen kamen 91 Männer. Das Durchschnittsalter lag bei 35 Jahren, das Pro-Kopf-Einkommen betrug 16.455 US-Dollar, womit etwa 15,4 % der Bevölkerung unterhalb der Armutsgrenze lebte.
Bis zur Volkszählung 2010 stieg die Einwohnerzahl auf 3905.